# Ɔ᷇
Cette page contient des caractères spéciaux ou non latins. S’ils s’affichent mal (▯, ?, etc.), consultez la page d’aide Unicode.
Ɔ᷇, appelé O ouvert aigu-macron, est un graphème utilisé dans l’écriture du bassa ou du tafi.
Il s'agit de la lettre O ouvert diacritée d'un aigu-macron.

## Représentations informatiques
Le O ouvert aigu-macron peut être représenté avec les caractères Unicode suivants :
- décomposé (latin de base, diacritiques)[1],[2],[3] :

| formes    | représentations | chaînes de caractères | points de code | descriptions                                             |
| --------- | --------------- | --------------------- | -------------- | -------------------------------------------------------- |
| capitale  | Ɔ᷇               | Ɔ◌᷇                    | U+0186 U+1DC7  | lettre majuscule latine o ouvert diacritique aigu-macron |
| minuscule | ɔ᷇               | ɔ◌᷇                    | U+0254 U+1DC7  | lettre minuscule latine o ouvert diacritique aigu-macron |